# كاتشو أ بيبي
كاتشو أ بيبي (بالإيطالية: cacio e pepe)‏ هو طبق الباستا من مدينة روما الإيطالية، ومعناها «جبن وفلفل» في لهجات إيطالية عديدة. وكما يبين الاسم، مكونات الطبق بسيطة جدا وتضم الفلفل الأسود وجبنة بيكورينو رومانو وباستا فقط. ويجب ترك كمية صغيرة من الماء المغلي مع الباستا حتى يذوب الجبن، والسكريات فيه تساعد في ربط الفلفل والجبن بالباستا أيضا. كاتشو أ بيبي عامة تُحَضَّرُ بالسباكيتي الطويل والرقيق مثل توناريلي أو الشعيرية.